# Gertrude van Beieren
Gertrude van Beieren (circa 1154 — 1 juli 1197) was van 1182 tot 1197 koningin-gemaal van Denemarken. Daarvoor was ze korte tijd hertogin van Zwaben.

## Levensloop
Ze was de dochter van hertog Hendrik de Leeuw van Beieren en Saksen en Clementia van Zähringen. 
In 1166 sloten het huis Welfen, waartoe haar vader behoorde, en het huis Hohenstaufen, dat het Heilige Roomse Rijk bestuurde, na jarenlange conflicten vrede. Om deze vrede in stand te houden, besloot haar vader Gertrude uit te huwelijken aan hertog Frederik IV van Zwaben, een zoon van keizer Frederik I Barbarossa. Het huwelijk vond nog in 1166 plaats.
In 1167 maakte Frederik IV deel uit van het keizerlijke leger dat onder leiding van Frederik I Barbarossa Italië binnenviel. Er brak in augustus 1167 binnen het leger echter malaria uit en ook Frederik IV stierf aan deze ziekte. Het korte huwelijk tussen Gertrude en Frederik IV bleef kinderloos.
In 1171 sloot haar vader Hendrik de Leeuw vrede met koning Waldemar I van Denemarken. Om de vrede in de stand te houden werd Gertrude ditmaal uitgehuwelijkt aan kroonprins Knoet, de latere koning Knoet VI van Denemarken. Rond het jaar 1176 vond het huwelijk plaats. In 1182 volgde Knoet VI zijn vader op als koning van Denemarken, waardoor Gertrude koningin-gemaal van Denemarken werd. Het huwelijk tussen Knoet VI en Gertrude bleef echter kinderloos. 
In 1197 stierf Gertrude, waarna ze begraven werd in Vä, een plaats in de streek Schonen in het zuiden van Zweden. Deze streek was tot in de 17e eeuw onderdeel van Denemarken. Haar echtgenoot overleefde haar vijf jaar en stierf in 1202.